# Dmitri Alexandrowitsch Agrenew-Slawjanski
Dmitri Alexandrowitsch Agrenew-Slawjanski (russisch Дмитрий Александрович Агренев-Славянский; * 19. Dezember 1834 in Moskau; † 23. Juli 1908 in Russe) war ein russischer Sänger der Stimmlage Tenor und Chorleiter.

## Leben und Werk
Dmitri Agrenew-Slawjanski stammte aus einer alten russischen Adelsfamilie. Sein bürgerlicher Name lautete Agrenev. Sein Künstlername Slawjanski verwies auf sein Programm der slawischen Volksmusik. Die russische Dichterin  E. Rostopchina riet dem jungen Dmitri Agrenew-Slawjanski, sich mit der Gesangskunst zu befassen. Er studierte daraufhin in Moskau bei dem tschechischen Chorleiter Rudolf Slavik, in St. Petersburg bei Federico Ricci und später in Italien bei Pietro Romani Gesang. 1862 kehrte er nach Russland zurück und bot hauptsächlich russische Volkslieder in seinen Konzerten.
1868 gründete Dmitri Agrenew-Slawjanski den gemischten Chor Slavic Capella und ein Balalaika-Orchester. Er führte mit diesen beiden Ensembles ausschließlich russische Volksmusik auf. Er fand mit diesen beiden Ensembles auf Tourneen in ganz Europa und den Vereinigten Staaten hohe Anerkennung. Dmitri Agrenew-Slawjanski übernahm in Aufführungen die Soloparts bei altrussischen Liedern.
Seine Frau Olga Christoforowna Agrenewa-Slawjanskaja (1847–1920) führte das Projekt ihres Mannes nach dessen Tod fort und verfasste kleinere Schriften über russische Volkslieder und Hochzeitsbräuche.